# آلیسون آراخو سانتوس
آلیسون آراخو سانتوس (به پرتغالی: Allyson Araújo Santos) مدافع اهل برزیل است که در شهر آراکاخو و در تاریخ ۲۸ ژانویهٔ ۱۹۸۲ به دنیا آمده‌است.
آلیسون آراخو سانتوس در تیم‌های فوتبال کوریتیبا سابقهٔ حضور دارد.